# Stefan Strack
Stefan Strack (* 17. Dezember 1976 in Rostock) ist ein ehemaliger deutscher Handballspieler.
Der 1,88 Meter große Kreisläufer spielt seit 1983 Handball, von Juli 1996 bis Juni 2001 beim HC Empor Rostock, von Juli 2001 bis Mai 2003 beim SV Post Schwerin und VfL Bad Schwartau und von Juli 2003 bis Juni 2007 beim Stralsunder HV. Nach der Saison 2006/2007 beendete Strack im Einvernehmen mit dem SHV seinen Vertrag vorzeitig, um in Rostock eine Anstellung als Geschäftsführer einer Firma anzutreten. Ab 2007 spielt er beim Bad Doberaner SV. Für Doberan lief er bis 2011 auf. Später übernahm er das Traineramt einer Jugendmannschaft beim Rostocker HC.